# Eva Birmann
Eva Birmann, född 1944, död 2017, var en svensk journalist. Hon var chefredaktör på VeckoRevyn, Damernas Värld 1989–1996, Månadsjournalen, Allt om Resor 1996–2002, Kamratposten 2005–2006 och Allt om Fritidshus (2006-2010).